# Jägerwirth
Jägerwirth ist ein Gemeindeteil des Marktes Fürstenzell im niederbayerischen Landkreis Passau.

## Lage
Jägerwirth liegt in einer Höhenlage von 476 Metern am Rand des Neuburger Waldes etwa drei Kilometer nordwestlich von Fürstenzell. Die Pfarrkirche des Ortes ist über mehrere Kilometer zu sehen.

## Geschichte

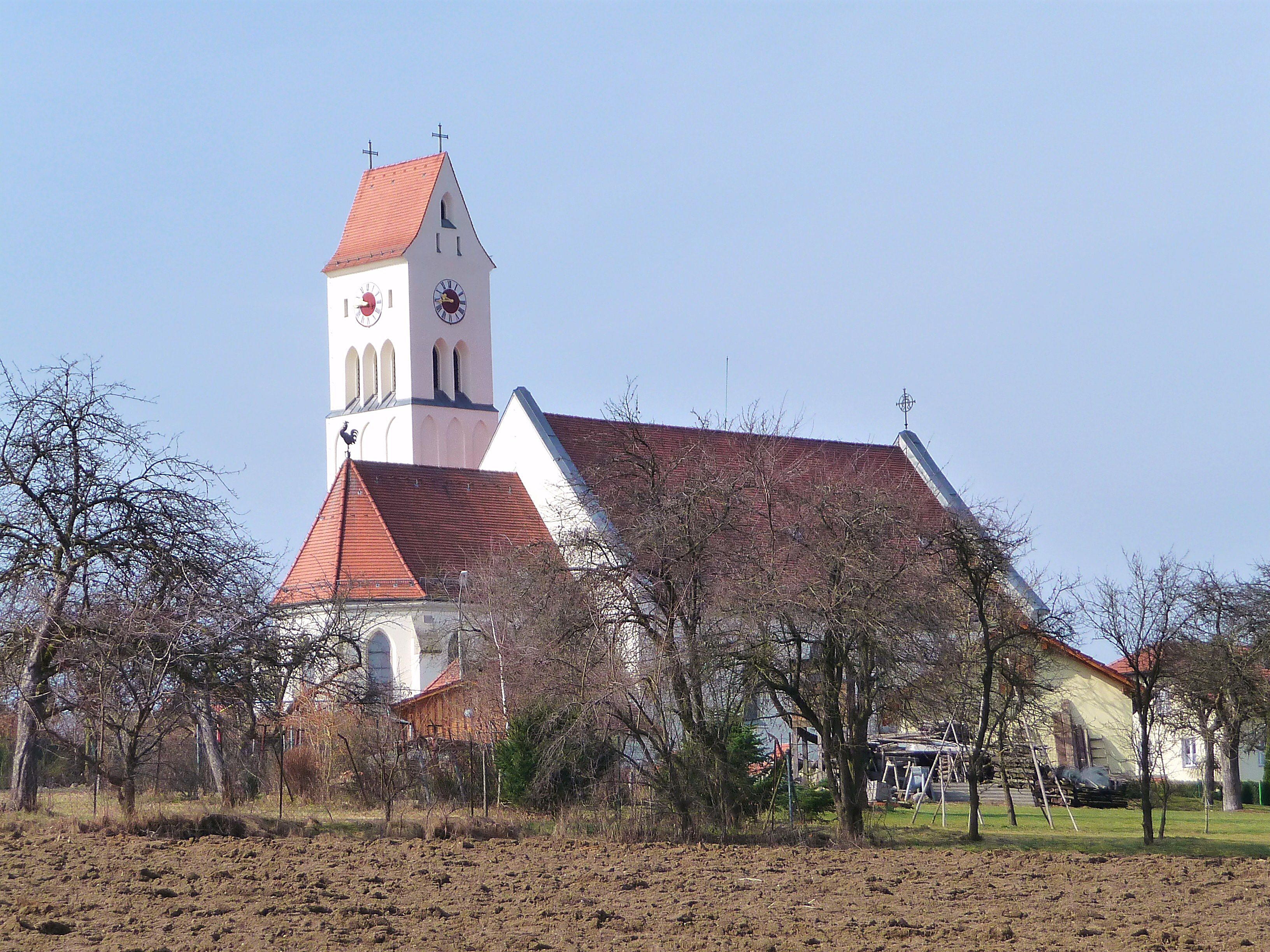
Die Pfarrkirche Hl. Familie

Jägerwirth gehörte zum sogenannten Steinharreramt an der Grenze der Grafschaft Neuburg. Der Ortsname erscheint erst ab Mitte des 16. Jahrhunderts und wurde von der neu errichteten Schänke übernommen. Drei alte Güter am Rande der heutigen Ortschaft wurden aber schon 1440 und 1523 erwähnt. Der ursprüngliche Ortsname Weidenbach wurde mit dem Übergang der Wirts-Gerechtigkeit von einem Bauern an den herrschaftlichen Jäger verdrängt. 1674 führte der Ort noch die Bezeichnung am Grafensteig.
Nordöstlich des Ortskerns existiert im Gemeindeteil Obereichet seit dem späten 16. Jahrhundert die Wallfahrt Heiligenbrunn.
Mit der Grafschaft Neuburg gelangte Jägerwirth 1803 zu Bayern. Es gehörte zum Steuerdistrikt und später zur Gemeinde Altenmarkt. 1902 entstand nach Plänen des Architekten Julius Kempf die neugotische Kirche Hl. Familie. Bischof Sigismund Felix von Ow-Felldorf erhob die 1904 gebildete Expositur mit Urkunde vom 12. März 1921 zur kanonischen Pfarrei.
Im Zuge der Gebietsreform in Bayern kam Jägerwirth mit der Gemeinde Altenmarkt am 1. Januar 1972 zu Fürstenzell.
Am 22. Dezember 2009 wurde durch den Amtsleiter des Amtes für ländliche Entwicklung in Landau an der Isar, Josef Seibl, die Urkunde zur Einleitung der Dorferneuerung für Jägerwirth an Bürgermeister Franz Lehner überreicht.

## Gegenwart
In Jägerwirth befinden sich die Grundschule Jägerwirth der Volksschule Fürstenzell und der Kindergarten Jägerwirth. Örtliche Vereine sind Freiwillige Feuerwehr Jägerwirth, DJK Jägerwirth, Frauenbund Jägerwirth, Kinderchor Jägerwirth, Kirchenchor Jägerwirth, Musicalverein Jägerwirth, Männergesangsverein Jägerwirth, Rhythmochor Jägerwirth und Stockschützen Jägerwirth.